# Manuel Granero
 (août 2019).
Si vous disposez d'ouvrages ou d'articles de référence ou si vous connaissez des sites web de qualité traitant du thème abordé ici, merci de compléter l'article en donnant les références utiles à sa vérifiabilité et en les liant à la section « Notes et références ».
Manuel Granero Valls, né à Valence (Espagne) le 4 avril 1902, mort à Madrid (Espagne) le 7 mai 1922, était un matador espagnol.
Son père était Manuel Granero Costa et sa mère Consuello Valls Chuliá.

## Présentation
Manuel Granero est né dans une famille bourgeoise de Valence (Espagne). Il étudie la musique et devient un bon violoncelliste avant de se tourner vers la tauromachie.
Il débute dans la région de Salamanque et remporte de nombreux triomphes comme novillero au cours de l’année 1920, notamment à Madrid, Barcelone et Santander. À la suite de ces succès, il prend l'alternative en 1920.
Au cours de sa courte carrière, il se fait remarquer par sa vaillance exceptionnelle et par son toreo de muleta, notamment de la main droite (il est le créateur de la passe de la firma). Tout permet de penser qu’il aurait pu devenir l’un des plus grands matadors de son époque et comme un successeur de « Joselito ».
Le 7 mai 1922, lors de la confirmation d'alternative de Marcial Lalanda dans les arènes de Madrid, le taureau « Pocapena » de la ganadería du duc de Veragua l’encorne en le coinçant contre la barrière. La corne pénètre dans l’œil droit et lui fait éclater la boite crânienne. La mort est immédiate. Dans son récit Histoire de l'œil, Georges Bataille évoque cet accident tragique auquel il assista dans les arènes.
Il est enterré à Valence (Espagne) dans un mausolée créé par le sculpteur José Arnal García.

### Carrière
- Présentation à Madrid : 29 juin 1920 aux côtés de « Valencia II » et « Carralafuente ». Novillos de la ganadería de Esteban Hernández.
- Alternative : Séville (Espagne) le 28 septembre 1920. Parrain, « El Gallo » ; témoin, « Chicuelo ». Taureaux de la ganadería de la Viuda de Concha y Sierra.
- Confirmation d’alternative à Madrid : 22 avril 1921. Parrain, « Chicuelo » ; témoin, « Carnicerito de Méjico ». Taureaux de la ganadería de González Gallardo.
- Premier de l’escalafón en 1921.